# 페도르 카사푸

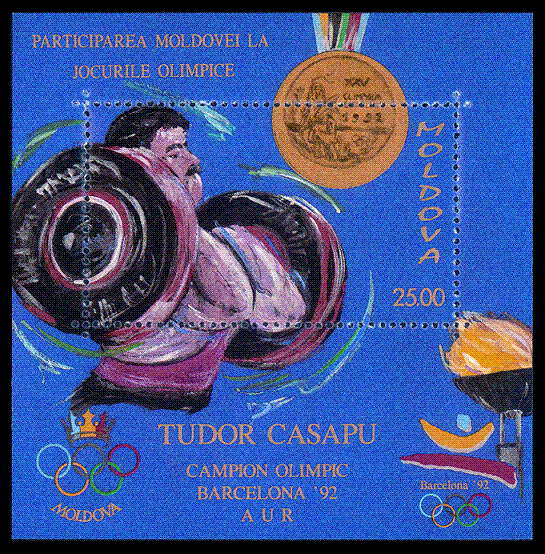

투도르 카사푸 또는 페도르 미하일로비치 카사푸(러시아어: Фёдор Михайлович Касапу, 1963년 9월 18일 ~)는 몰도바의 역도 선수이다.
그는 1990년 세계 역도 선수권 대회에서 미들급 부문의 우승을 거두고, 1992년 바르셀로나 올림픽에서 같은 부문의 금메달을 획득하였다.